# Массовое убийство в Крэндоне
Массовое убийство в Крэндоне — события, произошедшие 7 октября 2007 года в городе Крэндон, округ Форест, штат Висконсин, США, когда Тайлер Джеймс Петерсон убил 6 человек, одного ранил, и совершил самоубийство.

## Событие
7 октября 2007 года около 14.45 Тайлер Джеймс Петерсон (род. 6 марта 1987), служивший в местном управлении полиции (в это время был не при исполнении), открыл огонь из полуавтоматической винтовки по группе молодых людей. Он убил шестерых (четырёх девушек и двоих юношей) и ранил ещё одного человека, после чего покончил с собой. Сначала считалось, что Петерсона застрелил снайпер, но потом оказалось, что пуля снайпера попала стрелку в ногу, а он, упав, выстрелил себе в голову около 14.48. Одна из убитых девушек была подругой Петерсона. На месте преступления были обнаружены 30 гильз калибра 5.56.
По версии газеты Chicago Tribune, массовое убийство в Крэндоне входит в число наиболее жестоких массовых убийств с применением огнестрельного оружия в мире за последние 20 лет.